# Rothara

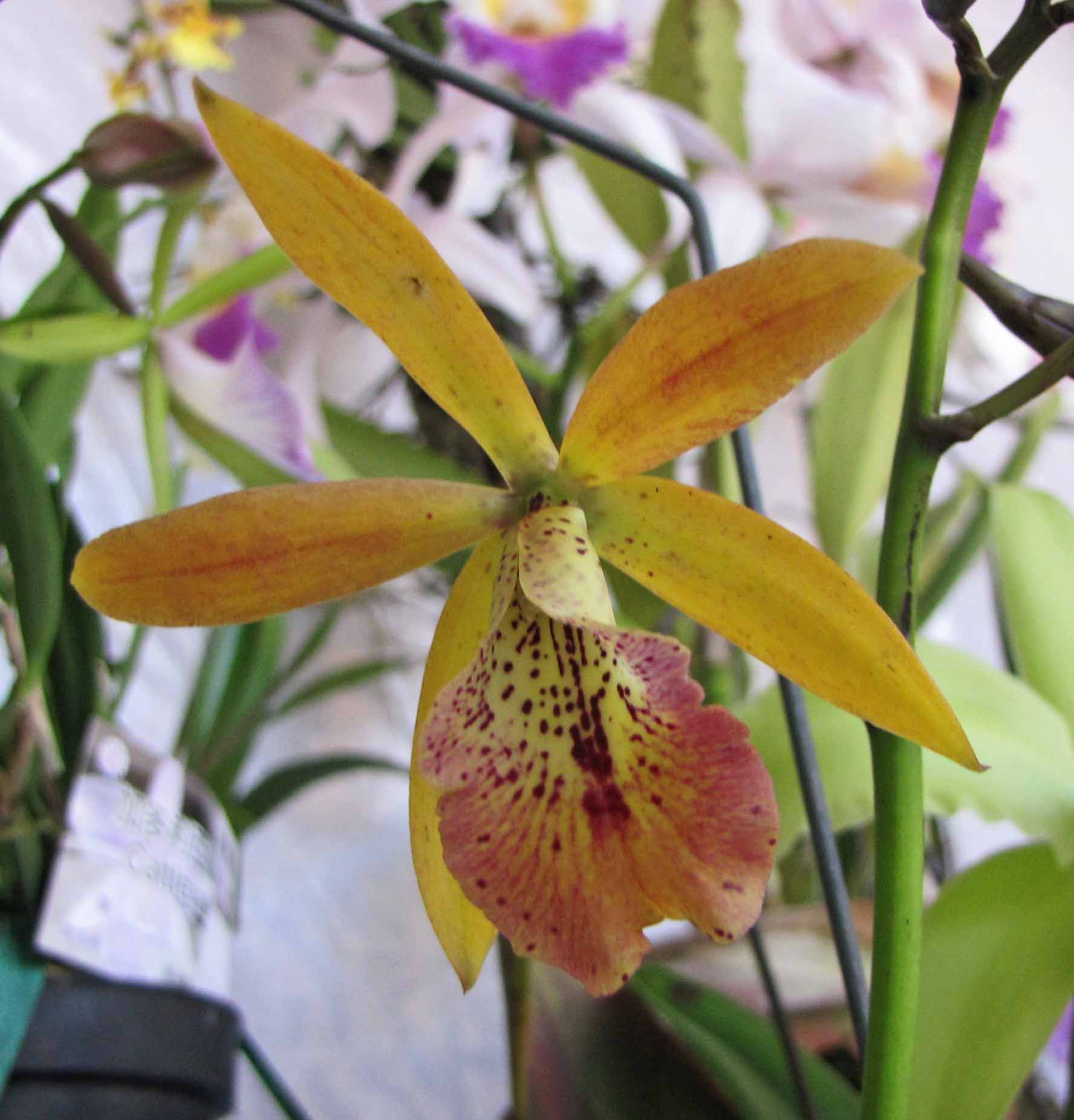
Fotografía de una flor de Rothara, híbrido de orquídea

× Rothara, (abreviado Roth) en el comercio, es un híbrido intergenérico entre los géneros de orquídeas Brassavola × Cattleya × Epidendrum × Laelia × Sophronitis. Fue publicado en Orchid Rev.  78(930) noh: 3 (1970).